# Tupac Katari (Satellit)
TKSat-1 (auch Tupac Katari oder Túpac Katari 1 genannt) ist ein kommerzieller Kommunikationssatellit der Agencia Boliviana Espacial (ABE). Er ist der erste bolivianische Satellit und wurde nach dem Revolutionär Tupaq Katari (* 1750; † 1781) benannt.

## Finanzierung
Bisher mussten Staat, Medien und Telekommunikationsfirmen Kanäle für den Datenverkehr bei ausländischen Anbietern anmieten. Profitieren sollen von der Weltraumtechnik vor allem Bewohner auf dem Land. In entlegenen Gegenden und schwierigem Gelände haben viele Gemeinden weder Telefon, Radio noch Fernsehen. Artikel 20 von Boliviens Verfassung garantiert das Recht auf Kommunikation. Die Einnahmen aus Vermietung an Unternehmen und Staaten fließen zurück in die Staatskasse.
Die Finanzierung des etwa 302 Millionen US-Dollar teuren Satelliten trug der bolivianische Staat mit Hilfe eines Kredites über 295 Millionen US-Dollar von Chinas Entwicklungsbank. Seit April 2014 ist der Satellit im kommerziellen Betrieb. Im Jahr 2014 wurden etwa 10 Millionen US-Dollar eingenommen, in den ersten 12 Monaten insgesamt etwa 16 Millionen Dollar, in den ersten zwei Jahren 33 Millionen Dollar bei 60 % Auslastung. Zur Finanzierung sind Einnahmen von 20 Millionen Dollar jährlich notwendig.

## Aufbau
Der dreiachsenstabilisierte Satellit ist mit 26 Ku-Band-, 2 C-Band- und 2 Ka-Band-Transpondern ausgerüstet und soll von der Position 87,2° West aus Südamerika mit Telekommunikationsdienstleistungen und Fernsehen versorgen. Er wurde auf Basis des Satellitenbus DFH-4 der Chinesischen Akademie für Weltraumtechnologie (CAST) gebaut und besitzt eine geplante Lebensdauer von 15 Jahren. Der Vertrag zum Bau und Start des Satelliten wurde am 13. Dezember 2010 zwischen der China Great Wall Industry Corporation (CGWIC) und der Agencia Boliviana Espacial geschlossen.

## Betrieb
Der Satellit wurde am 20. Dezember 2013 um 16:42 UTC mit einer Trägerrakete des Typs Langer Marsch 3B/E vom Startkomplex LC2 des Xichang Satellite Launch Center in eine geostationäre Umlaufbahn gebracht. Die Bodenstationen zur Steuerung durch Boliviens Raumfahrtbehörde ABE sind in El Alto bei La Paz und in der Ortschaft La Guardia im Tiefland-Departamento Santa Cruz. Bedient werden sie von bolivianischen Experten, die in China ausgebildet wurden, die Übergabe erfolgte am 28. Dezember 2013.